# 陸上幕僚長
陸上幕僚長（りくじょうばくりょうちょう、英: Chief of Staff, Ground Self-Defense Force）は、陸上幕僚監部の長。陸上自衛官の最高位である。

## 概要

陸上幕僚長 階級章略章

防衛大臣の指揮監督の下、陸上自衛隊の任務および隊員の服務を監督し、それらに関する最高の専門的助言者として大臣を補佐する。陸上自衛隊の人事、教育訓練、防衛力整備、後方補給などを司るフォースプロバイダー（練度管理責任者）として部隊を管理し、部隊運用に際しフォースユーザー（事態対処責任者）の統合幕僚長に陸上自衛隊の部隊を提供する役目を担っている。また、防衛省に設置される特別の機関の一つである防衛会議の構成員で、次官級審議官や警視総監等と同等の政令指定職（7号）の役職である。
階級は陸将であるが、通常の陸将が陸軍中将相当なのに対し、陸上幕僚長は統合幕僚長と同じ特別の階級章が定められているため、旧軍の陸軍大将および諸外国軍のGeneral相当である。特別の階級章とは、通常の陸将の階級章は桜星が3つであるのに対し、統合幕僚長および陸上幕僚長たる陸将は桜星が4つとなっている。自衛隊において大将に相当するのは統合幕僚長・陸上幕僚長・海上幕僚長・航空幕僚長の4人だけだったが、2025年より統合作戦司令官が追加される。遡って自衛隊の元となった組織では、警察予備隊の中央本部長、その改組後の総隊総監たる警察監、保安隊の保安庁第一幕僚長たる保安監、海上警備隊の海上警備隊総監たる海上警備監、その改組後の警備隊の保安庁第二幕僚長たる警備監も大将に相当する。

## 定年
陸将たる陸上自衛官は60歳を以て定年退官となるが、陸上幕僚長たる陸将の定年は62歳となっている。
陸将の定年を超えて陸上幕僚長の職位にある陸上自衛官が陸上幕僚長の職務を辞任したり、解任された場合はその時点で定年に達したものとみなされ自動的に定年退官となる。

## 歴代の陸上幕僚長
| 代                                       | 氏名                                     | 写真                                     | 在職期間                                                                                      | 出身                                     | 出身校・期                               | 前職                                     | 後職                                     |
| 警察予備隊中央本部長・警察予備隊総隊総監 | 警察予備隊中央本部長・警察予備隊総隊総監 | 警察予備隊中央本部長・警察予備隊総隊総監 | 警察予備隊中央本部長・警察予備隊総隊総監                                                      | 警察予備隊中央本部長・警察予備隊総隊総監 | 警察予備隊中央本部長・警察予備隊総隊総監 | 警察予備隊中央本部長・警察予備隊総隊総監 | 警察予備隊中央本部長・警察予備隊総隊総監 |
| ---------------------------------------- | ---------------------------------------- | ---------------------------------------- | --------------------------------------------------------------------------------------------- | ---------------------------------------- | ---------------------------------------- | ---------------------------------------- | ---------------------------------------- |
| 01                                       | 林敬三                                   |                                          | 1950.10.9 - 1950.12.28 （警察予備隊中央本部長） 1950.12.29 - 1952.7.31 （警察予備隊総隊総監） | 東京                                     | 東大法 昭和4年卒 内務官僚                | 宮内庁次長                               | 第一幕僚長                               |
| 保安庁第一幕僚長                         |                                          |                                          |                                                                                               |                                          |                                          |                                          |                                          |
| 01                                       | 林敬三                                   |                                          | 1952.8.1 - 1954.6.30                                                                          | 同                                       | 同                                       | 警察予備隊総隊総監                       | 初代統合幕僚会議議長                     |
| 陸上幕僚長                               |                                          |                                          |                                                                                               |                                          |                                          |                                          |                                          |
| 02                                       | 筒井竹雄                                 |                                          | 1954.7.1 - 1957.8.1                                                                           | 和歌山                                   | 東大法 昭和2年卒 朝鮮総督府官僚          | 保安庁第一管区総監                       | 退職                                     |
| 03                                       | 杉山茂                                   |                                          | 1957.8.2 - 1960.3.10                                                                          | 岡山                                     | 陸士36期・ 陸大45期                      | 陸上幕僚副長                             | 退職                                     |
| 04                                       | 杉田一次                                 |                                          | 1960.3.11 - 1962.3.11                                                                         | 奈良                                     | 陸士37期・ 陸大44期                      | 東部方面総監                             | 退職                                     |
| 05                                       | 大森寛                                   |                                          | 1962.3.12 - 1965.1.15                                                                         | 岡山                                     | 東大法 昭和5年卒 内務官僚                | 東部方面総監                             | 防衛大学校長                             |
| 06                                       | 天野良英                                 |                                          | 1965.1.16 - 1966.4.29                                                                         | 宮城                                     | 陸士43期・ 陸大52期                      | 陸上幕僚副長                             | 第3代統合幕僚会議議長                    |
| 07                                       | 吉江誠一                                 |                                          | 1966.4.30 - 1968.3.13                                                                         | 静岡                                     | 陸士43期 陸大50期                        | 統合幕僚会議事務局長 兼 統合幕僚学校長   | 退職                                     |
| 08                                       | 山田正雄                                 |                                          | 1968.3.14 - 1970.6.30                                                                         | 静岡                                     | 東大法 昭和11年卒 内務官僚               | 東部方面総監                             | 退職 →1970.10.1 防衛研修所長             |
| 09                                       | 衣笠駿雄                                 |                                          | 1970.7.1 - 1971.6.30                                                                          | 兵庫                                     | 陸士48期・ 陸大55期                      | 陸上幕僚副長                             | 第6代統合幕僚会議議長                    |
| 10                                       | 中村龍平                                 |                                          | 1971.7.1 - 1973.1.31                                                                          | 滋賀                                     | 陸士49期・ 陸大56期                      | 東部方面総監                             | 第7代統合幕僚会議議長                    |
| 11                                       | 曲壽郎                                   |                                          | 1973.2.1 - 1974.6.30                                                                          | 長崎                                     | 陸士50期・ 陸大58期                      | 陸上幕僚副長                             | 退職 →後に簡易裁判所判事                 |
| 12                                       | 三好秀男                                 |                                          | 1974.7.1 - 1976.10.14                                                                         | 愛媛                                     | 陸士53期・ 陸大59期                      | 陸上幕僚副長                             | 退職                                     |
| 13                                       | 栗栖弘臣                                 |                                          | 1976.10.15 - 1977.10.19                                                                       | 広島                                     | 東大法 昭和18年卒 内務官僚 海軍法務大尉  | 東部方面総監                             | 第10代統合幕僚会議議長                   |
| 14                                       | 高品武彦                                 |                                          | 1977.10.20 - 1978.7.27                                                                        | 東京                                     | 陸士54期                                 | 東部方面総監                             | 第11代統合幕僚会議議長                   |
| 15                                       | 永野茂門                                 |                                          | 1978.7.28 - 1980.2.11                                                                         | 大分                                     | 陸士55期                                 | 東部方面総監                             | 退職                                     |
| 16                                       | 鈴木敏通                                 |                                          | 1980.2.12 - 1981.5.31                                                                         | 福井                                     | 陸士57期                                 | 中部方面総監                             | 退職                                     |
| 17                                       | 村井澄夫                                 |                                          | 1981.6.1 - 1983.3.15                                                                          | 富山                                     | 陸士58期                                 | 中部方面総監                             | 第14代統合幕僚会議議長                   |
| 18                                       | 渡部敬太郎                               |                                          | 1983.3.16 - 1984.6.30                                                                         | 東京                                     | 陸士60期                                 | 北部方面総監                             | 第15代統合幕僚会議議長                   |
| 19                                       | 中村守雄                                 |                                          | 1984.7.1 - 1986.3.16                                                                          | 三重                                     | 陸航士60期                               | 北部方面総監                             | 退職                                     |
| 20                                       | 石井政雄                                 |                                          | 1986.3.17 - 1987.12.10                                                                        | 千葉                                     | 立教大 昭和28年卒                        | 陸上幕僚副長                             | 第17代統合幕僚会議議長                   |
| 21                                       | 寺島泰三                                 |                                          | 1987.12.11 - 1990.3.15                                                                        | 福島                                     | 東北大 昭和31年卒                        | 東部方面総監                             | 第18代統合幕僚会議議長                   |
| 22                                       | 志摩篤                                   |                                          | 1990.3.16 - 1992.3.15                                                                         | 埼玉                                     | 防大1期                                  | 北部方面総監                             | 退職                                     |
| 23                                       | 西元徹也                                 |                                          | 1992.3.16 - 1993.6.30                                                                         | 鹿児島                                   | 防大3期                                  | 中部方面総監                             | 第20代統合幕僚会議議長                   |
| 24                                       | 冨澤暉                                   |                                          | 1993.7.1 - 1995.6.29                                                                          | 東京                                     | 防大4期                                  | 北部方面総監                             | 退職                                     |
| 25                                       | 渡邊信利                                 |                                          | 1995.6.30 - 1997.6.30                                                                         | 福島                                     | 防大6期                                  | 北部方面総監                             | 退職                                     |
| 26                                       | 藤縄祐爾                                 |                                          | 1997.7.1 - 1999.3.30                                                                          | 兵庫                                     | 防大8期                                  | 東部方面総監                             | 第23代統合幕僚会議議長                   |
| 27                                       | 磯島恒夫                                 |                                          | 1999.3.31 - 2001.1.10                                                                         | 兵庫                                     | 防大9期                                  | 北部方面総監                             | 退職                                     |
| 28                                       | 中谷正寛                                 |                                          | 2001.1.11 - 2002.12.1                                                                         | 大阪                                     | 防大10期                                 | 中部方面総監                             | 退職                                     |
| 29                                       | 先崎一                                   |                                          | 2002.12.2 - 2004.8.29                                                                         | 鹿児島                                   | 防大12期                                 | 北部方面総監                             | 第26代統合幕僚会議議長 →初代統合幕僚長   |
| 30                                       | 森勉                                     |                                          | 2004.8.30 - 2007.3.27                                                                         | 岡山                                     | 防大14期                                 | 西部方面総監                             | 退職                                     |
| 31                                       | 折木良一                                 |                                          | 2007.3.28 - 2009.3.23                                                                         | 熊本                                     | 防大16期                                 | 中部方面総監                             | 第3代統合幕僚長                          |
| 32                                       | 火箱芳文                                 |                                          | 2009.3.24 - 2011.8.4                                                                          | 福岡                                     | 防大18期                                 | 中部方面総監                             | 退職                                     |
| 33                                       | 君塚栄治                                 |                                          | 2011.8.5 - 2013.8.26                                                                          | 神奈川                                   | 防大20期                                 | 東北方面総監                             | 退職                                     |
| 34                                       | 岩田清文                                 |                                          | 2013.8.27 - 2016.6.30                                                                         | 徳島                                     | 防大23期                                 | 北部方面総監                             | 退職                                     |
| 35                                       | 岡部俊哉                                 |                                          | 2016.7.1 - 2017.8.7                                                                           | 福岡                                     | 防大25期                                 | 北部方面総監                             | 退職                                     |
| 36                                       | 山崎幸二                                 |                                          | 2017.8.8 - 2019.3.31                                                                          | 山梨                                     | 防大27期                                 | 北部方面総監                             | 第6代統合幕僚長                          |
| 37                                       | 湯浅悟郎                                 |                                          | 2019.4.1 - 2021.3.25                                                                          | 徳島                                     | 防大28期                                 | 西部方面総監                             | 退職                                     |
| 38                                       | 吉田圭秀                                 |                                          | 2021.3.26 - 2023.3.29                                                                         | 東京                                     | 東大 昭和61年卒                          | 陸上総隊司令官                           | 第7代統合幕僚長                          |
| 39                                       | 森下泰臣                                 |                                          | 2023.3.30 - 2025.7.31                                                                         | 福岡                                     | 防大32期                                 | 東部方面総監                             | 退職                                     |
| 40                                       | 荒井正芳                                 |                                          | 2025.8.1 -                                                                                    | 神奈川                                   | 防大34期                                 | 西部方面総監                             |                                          |